# Ivica Vrdoljak
Ivica Vrdoljak (Novi Sad, 19. rujna 1983.), je hrvatski nogometaš. Igra na poziciji stopera ili zadnjeg veznog.

## Klupska karijera
Od 2002. do 2007. godine nastupao je za NK Zagreb. U srpnju 2007. zajedno s klupskim kolegom Mariom Mandžukićem prešao je u zagrebački Dinamo u transferu vrijednom 2.5 milijuna eura. U svibnju 2010. potpisao je za varšavsku Legiju.
Rujna 2016. potpisao je godišnji ugovor s Wisłom iz Płocka.
.

## Vanjske poveznice
- (polj.) Ivica Vrdoljak na 90minut.pl